# Afreutreta hemimelas
Afreutreta hemimelas är en tvåvingeart som först beskrevs av Mario Bezzi 1926.  Afreutreta hemimelas ingår i släktet Afreutreta och familjen borrflugor. Inga underarter finns listade i Catalogue of Life.